# Diego Martín (acteur)
 (mars 2012).
Si vous disposez d'ouvrages ou d'articles de référence ou si vous connaissez des sites web de qualité traitant du thème abordé ici, merci de compléter l'article en donnant les références utiles à sa vérifiabilité et en les liant à la section « Notes et références ».
Ne doit pas être confondu avec Diego Martin.
Diego Martín est un acteur espagnol, né le 21 septembre 1974 à Madrid. Il est surtout connu pour avoir joué dans Rec 3 Génesis. Il a joué le rôle du proviseur dans la série Élite en 2021.

## Filmographie
- 1998 : Resultado final de Juan Antonio Bardem
- 2003 : Jours de foot (Días de fútbol) de David Serrano : Daniel
- 2004 : Braquage à l'espagnole (Art Heist) de Bryan Goeres : Josep
- 2004 : El asombroso mundo de Borjamari y Pocholo
- 2006 : Les Borgia d'Antonio Hernández : Perotto
- 2007 : Días de cine : Augusto
- 2007 : El último justo : Teo
- 2007 : Mataharis : Manuel
- 2007 : Un buen día lo tiene cualquiera : Arturo
- 2010 : Trois Mètres au-dessus du ciel ou Twilight Love de Fernando González Molina : Alejandro
- 2010 : Doctor Mateo
- 2010 : Pájaros de papel : Quiroga
- 2010 : Una hora más en Canarias : Germán
- 2011 : Amigos... : Santi
- 2011 : Nunca digas
- 2012 : Tengo ganas de ti de Fernando González Molina : Alejandro
- 2012 : Rec 3 Génesis de Paco Plaza : Koldo
- 2013 : Gente en sitios de Juan Cavestany
- 2016 : Tenemos que hablar de David Serrano
- 2018 : Continuer de Joachim Lafosse : Juan
- 2018 : Sin rodeos de Santiago Segura : Gabriel
- 2022 : Balle perdue 2 de Guillaume Pierret : Alvaro
- 2023 : Nouveau départ de Philippe Lefebvre : Miguel
- 2023 : Gueules noires de Mathieu Turi : Miguel

## Série télévisée
- 2021 : Élite : Benjamín Blanco Commerford